# Armata Republicii Sârbe Krajina

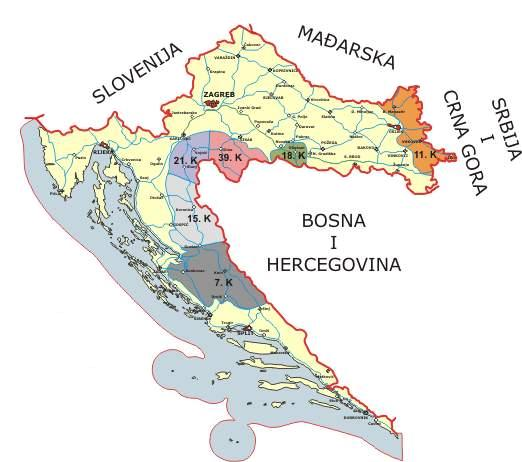
Organizarea teritorială a armatei RSK

Armata Republicii Sârbe Krajina (ARSK) (în sârbă Српска војска Крајине/Srpska vojska Krajine, СВК/SVK) a reprezentat forțele armate ale statului autoproclamat Republica Sârbă Krajina. Armata Republicii Sârbe Krajina a fost înființată oficial la 19 martie 1992. Înainte de aceasta, forțele armate din Krajina au fost reprezentate de unități ale Apărării Teritoriale în cadrul Armatei Populare Iugoslave (JNA). Forțele armate erau formate din forțe terestre și forțe aeriene. Ca și JNA, ARSK era formată din unități teritoriale de apărare bazate pe războiul de gherilă. ARSK a încetat să mai existe în 1996, după transferul majorității ARSK sub controlul armatei croate în timpul operațiunii Furtuna și începutul reintegrării ultimelor părți din Krajina în Croația. Forțele armate ale sârbilor Krajina au participat activ la Destrămarea Iugoslaviei, în special în Războiul de Independență al Croației.

## Fundal
În august 1990, în Croația a avut loc o insurgență cunoscută sub numele de Revoluția Balvan (în sârbocroată Balvan revolucija/Балван револуција). Ea s-a concentrat asupra zonelor predominant sârbe din zonele slab locuite din Dalmația din jurul orașului Knin, părți ale regiunilor Lika, Kordun și Banovina și așezări din estul Croației cu populații sârbe semnificative. Aceste zone au fost ulterior declarate a fi Republica Sârbă Krajina (RSK). După ce RSK și-a declarat intenția de a se alătura Serbiei, guvernul croat a declarat RSK o organizație rebelă.
La 30 mai 1990 a intrat în funcție  primul președinte al Croației, Franjo Tuđman, și noul Parlament croat a organizat prima sa sesiune. La 25 iunie 1991 a fost proclamată independența Croației și a Sloveniei. Acestei independențe i-au opus o rezistență puternică minoritățile etnice sârbe care au fost sprijinite politic și militar de către Armata Populară Iugoslavă (JNA) și Republica Socialistă Serbia sub președintele Slobodan Milošević. Naționaliștii sârbi din Krajina au înființat apoi un Consiliu Național Sârb, un organism menit să coordoneze opoziția sârbă față de independența Croației; Milan Babić a fost ales președinte al acestui Consiliu.

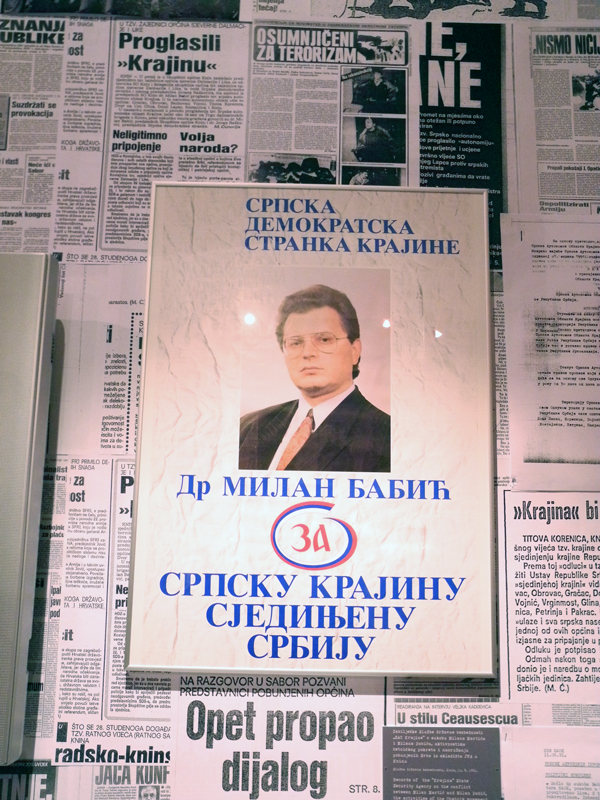
Un afiș electoral al lui Babić. Pe acesta scrie: Pentru o Krajina Sârbă și pentru o Serbie unită.

Sârbii etnici au devenit în curând ostili ideii de a rămâne într-o Croație independentă. După alegerea lui Tuđman, a fost creată prima constituție democratică a Croației, care a retrogradat sârbii etnici la statutul de minoritate în cadrul țării.
În septembrie 1990, a avut loc un referendum în Krajina, care a cerut alegătorilor locali să voteze dacă sunt de acord cu suveranitatea și autonomia sârbilor în Croația. Referendumul a fost favorabil cu o majoritate de voturi de 99,7%. Votul a fost declarat ilegal și nevalabil de către Guvernul Croației. Administrația lui Babić din Knin a anunțat apoi înființarea unei regiuni autonome sârbe, denumită Regiunea Autonomă Sârbă Krajina sau SAO Krajina (Српска аутономна област Крајина), la 21 decembrie 1990. La 1 aprilie 1991, Babić a declarat că Regiunea se va separa de Croația pentru a se alătura Serbiei. Alte comunități dominate de sârbi din estul Croației au anunțat că se vor alătura, de asemenea, Regiunii Autonome Sârbe Krajina.
Babić a fost ales Președinte al Consiliului Executiv al Regiunii Autonome Sârbe Krajina la 30 aprilie și a fost numit ulterior Ministru de Interne și Ministrul Apărării de către Adunarea Națională Sârbă din Krajina. În această calitate, el a înființat o miliție armată care a amplasat baraje rutiere pe teritoriul său, izolând efectiv regiunea sudică de coastă croată Dalmația din restul țării. Confruntările dintre sârbii Krajina și forțele de securitate din Croația au izbucnit aproape imediat după ce Croația și-a declarat independența la 25 iunie, cu zeci de morți.
În august 1991, Babić a luat parte la crime de război descrise ulterior de procurorii TPII ca o „întreprindere criminală comună” pentru a elimina definitiv populațiile non-sârbe de pe teritoriul aflat sub controlul său, scopul final fiind transformarea regiunii într-un nou stat dominat de sârbi. Potrivit procurorilor, principalii lui complici au fost Slobodan Milošević, sârbi din Krajina ca de exemplu Milan Martić, liderul paramilitar sârb Vojislav Šešelj și comandanții armatei iugoslave (JNA), inclusiv generalul Ratko Mladić, în acel moment comandantului forțelor JNA din Croația. Toți au fost acuzați pentru crime de război, iar unii au fost condamnați. Potrivit mărturiei lui Babić în timpul procesului său privind crimele de război, în vara lui 1991, poliția secretă sârbă - sub conducerea lui Milošević - a înființat „o structură paralelă a securității statului, cu poliția din Krajina și unități comandate de securitatea statului din Serbia”. A fost lansat un război pe scară largă, în care a fost capturată o suprafață mare de teritorii, aproximativ o treime din Croația, iar populația non-sârbă a fost fie masacrată, fie purificată din punct de vedere etnic. Cea mai mare parte a luptelor a avut loc între august și decembrie 1991. Mai multe mii de persoane au murit și au fost deportați în lupte în Slavonia estică, dar Armata Populară Iugoslavă a fost principalul actor în acea parte a conflictului.

## Organizare
Președintele autoproclamatei Republicii Sârbe Krajina era și Comandantul Suprem al Armatei. De-a lungul celor 4 ani de existență ai Republicii Sârbe Krajina au fost trei președinți: Milan Babić (Милан Бабић, în 19 decembrie 1991 – 16 februarie 1992), Goran Hadžić (Горан Хаџић, 26 februarie 1992 – 26 ianuarie 1994) și Milan Martić (Милан Мартић, 26 ianuarie 1994 – 7 august 1995).

### Comandanți Supremi ai Armatei
| Nr. |              | Comandantul Suprem       | Preluarea mandatului | Părăsirea mandatului | În funcție |
| --- | ------------ | ------------------------ | -------------------- | -------------------- | ---------- |
| 1   | Milan Babić  | Milan Babić (1956–2006)  | 1991                 | 1992                 | 0 ani      |
| 2   | Goran Hadžić | Goran Hadžić (1958–2016) | 1992                 | 1994                 | 1-2 ani    |
| 3   | Milan Martić | Milan Martić (born 1954) | 1994                 | 1995                 | 0-1 ani    |

### Comandanți
| Nr. |                 | Comandant                                 | Preluarea mandatului | Părăsirea mandatului | În funcție |
| --- | --------------- | ----------------------------------------- | -------------------- | -------------------- | ---------- |
| 1   | Mile Novaković  | General-maior Mile Novaković (1950–2015)  | 1992                 | 1994                 | 1-2 ani    |
| 2   | Milan Čeleketić | General-maior Milan Čeleketić (born 1946) | 1994                 | 1995                 | 0-1 ani    |
| 3   | Mile Mrkšić     | General Mile Mrkšić (1947–2015)           | 1995                 | 1995                 | 0 ani      |

## Bătălii

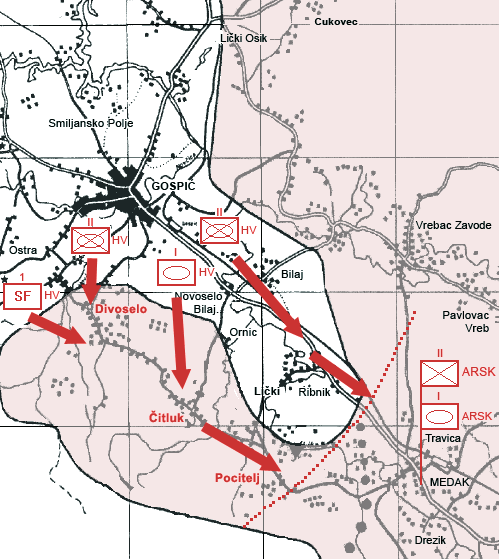
Bătălia de la Medak (Operacija Medački džep)

Armata Republicii Sârbe Krajina a fost implicată în mai multe bătălii. Între 16 septembrie 1991 – 22 septembrie 1991 a avut loc Bătălia de la Šibenik (Bitka za Šibenik) în nordul Dalmatiei, terminată cu victoria trupelor croate. Bătălia de la Vukovar (Bitka za Vukovar, 25 august – 18 noiembrie 1991) s-a finalizat cu o Victorie à la Pirus a trupelor sârbe. Între 9–17 septembrie 1993 trupele croate au declanșat Operacija Medački džep în sudul orașului Gospić, la Medak. Trupele croate au recuperat Divoselo și Čitluk (în total 48 km2). Forțele canadiene ONU de menținere a păcii au acuzat croații de crime de război, ca urmare aceștia s-au retras din teritoriile cucerite. În Canada, bătălia de la Medak a fost considerată una dintre cele mai dure lupte la care au participat trupele canadiene după Războiul din Coreea. Armata Republicii Sârbe Krajina a mai participat la Războiul din Bosnia: la 29 noiembrie - 24 decembrie 1994 a fost declanșată Operacija Zima '94 (Iarna '94) de către trupele croate care, la temperaturi de -20oC au dus lupte cu Armata Republicii Srpska sprijinită de Armata Republicii Sârbe Krajina și au recuperat teritorii în jurul orașului Livno din Cantonul 10 al Federației Bosnia și Herțegovina, o entitate pre-statală din Bosnia și Herțegovina. Între 22 ianuarie – 1 februarie 1993, trupele croate au declanșat Operațiunea Maslenica împotriva Armatei Republicii Sârbe Krajina, croații au avut un succes tactic moderat și a fost condamnată de Consiliul de Securitate al ONU. A urmat Operațiunea Blitz (Operacija Bljesak) și Operacija Ljeto '95 (Vara '95) soldată cu o nouă victorie croată. Ofensiva Ljeto '95 din 25 - 30 iulie 1995 a permis trupelor croate să ajungă în spatele trupelor Republicii Sârbe Krajina și a pus bazele pentru Operațiunea Furtuna din august. Operațiunea Furtuna sau Operațiunea Storm (sârbocroată Operacija Oluja / Операција Олуја) a fost ultima bătălie majoră a Războiului de Independență al Croației și un factor major în rezultatul Războiului Bosniac. A fost o victorie decisivă a Armatei Croate (HV), care a atacat un front de 630 de kilometri (390 mile) împotriva Republicii Sârbe Krajina (RSK), care a fost lichidată împreună cu armata sa și o victorie strategică pentru Armata Republicii Bosnia și Herțegovina (ARBiH).

## Mercenari și paramilitari
De partea Armatei Republicii Sârbe Krajina au luptat în jur de 700 de foști ofițeri ai JNA, mai ales din Serbia și Muntenegru. Organizațiile paramilitare stabilite în Serbia (dar care aveau și voluntari sârbi croați) care au sprijinit RSK au fost: Beli orlovi, Garda Sârbă de Voluntari (cunoscută sub numele de Tigrovi), Garda Sârbă (Srpska garda) și altele. Luptătorii străini erau în mare parte din Rusia.

## Echipament militar
| Echipament militar al ARSK          | Echipament militar al ARSK          | Echipament militar al ARSK | Echipament militar al ARSK | Echipament militar al ARSK |
| ----------------------------------- | ----------------------------------- | -------------------------- | -------------------------- | -------------------------- |
|                                     |                                     |                            | procente                   |                            |
| Tancuri                             | Tancuri                             |                            | 80%                        | 80%                        |
| Transportoare blindate pentru trupe | Transportoare blindate pentru trupe |                            | 15%                        | 15%                        |
| Elicoptere                          | Elicoptere                          |                            | 5%                         | 5%                         |

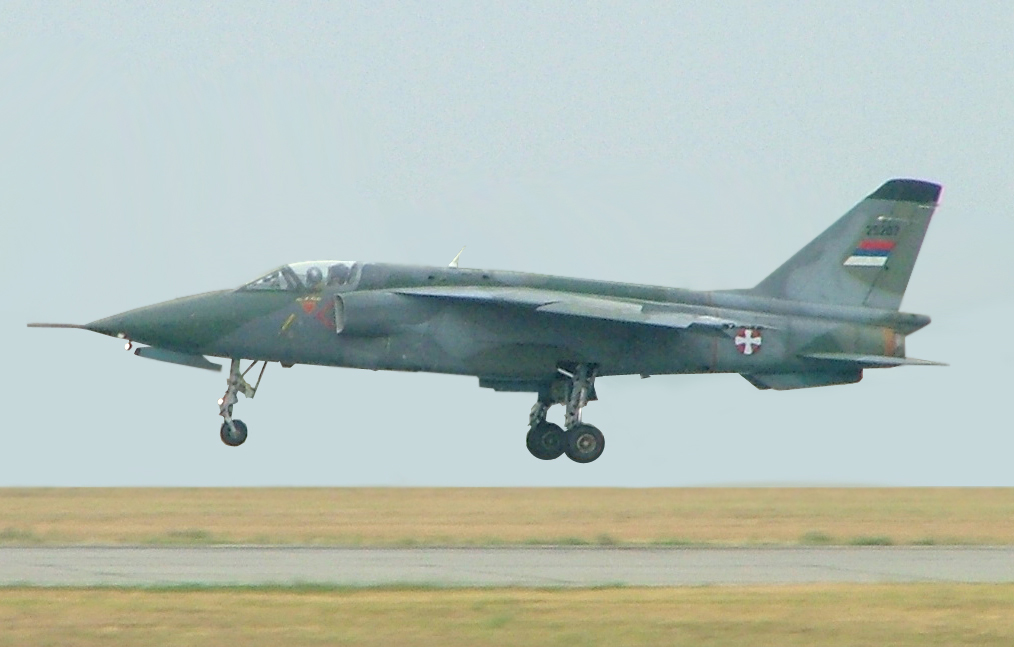
Soko J-22 Orao

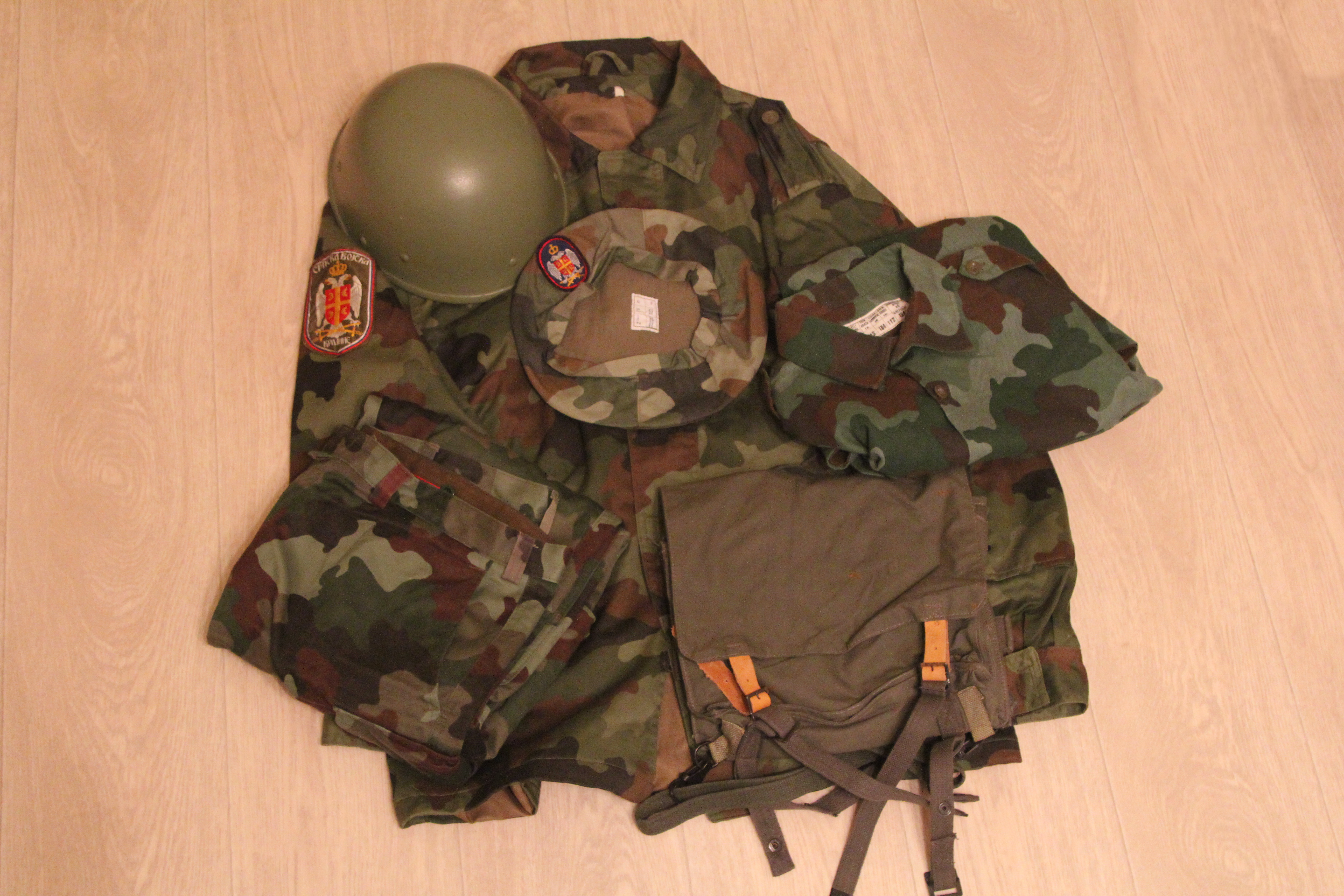
Uniformă ARSK

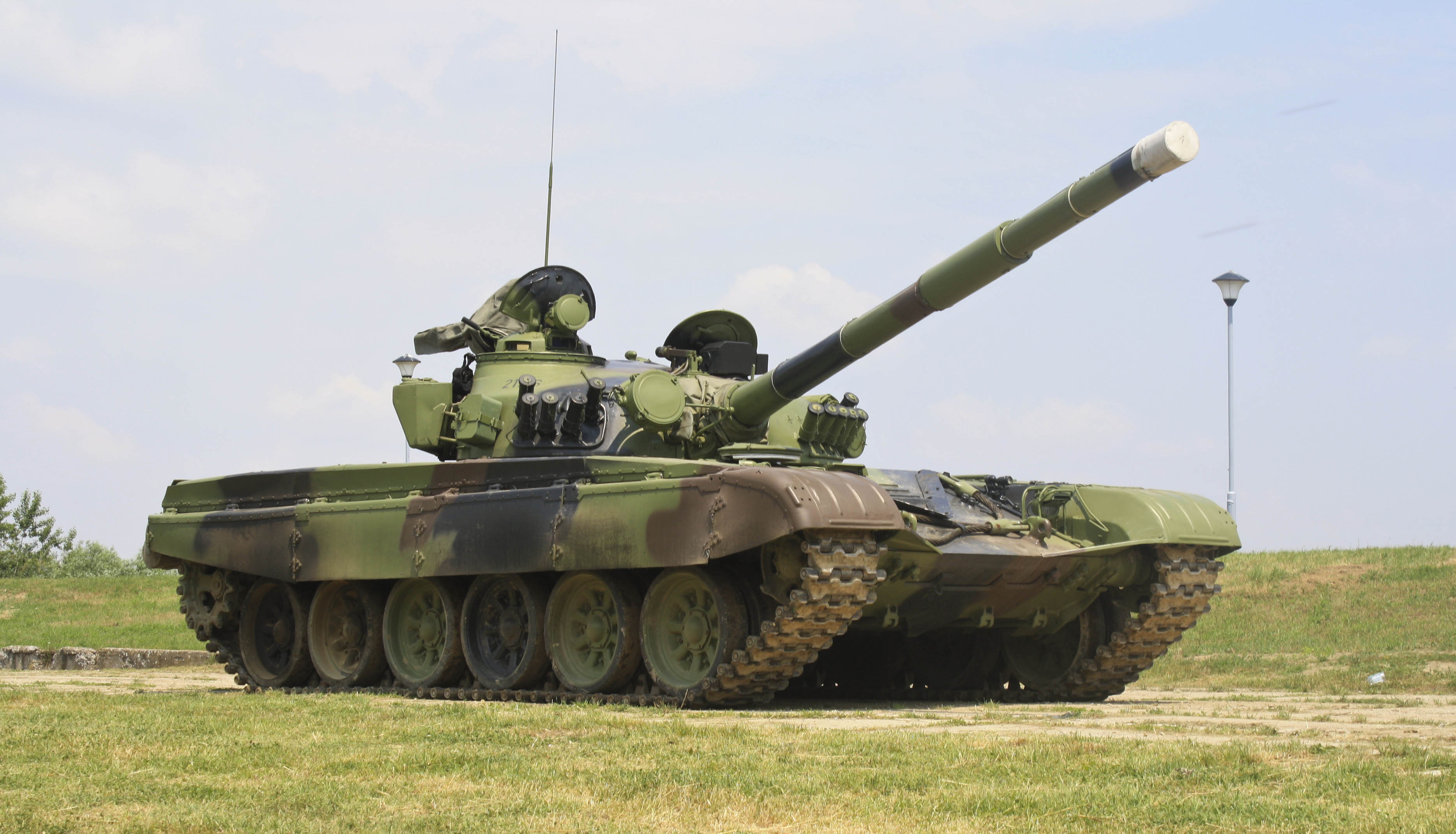
Tanc sârb M-84 bazat pe cel sovietic T-72.

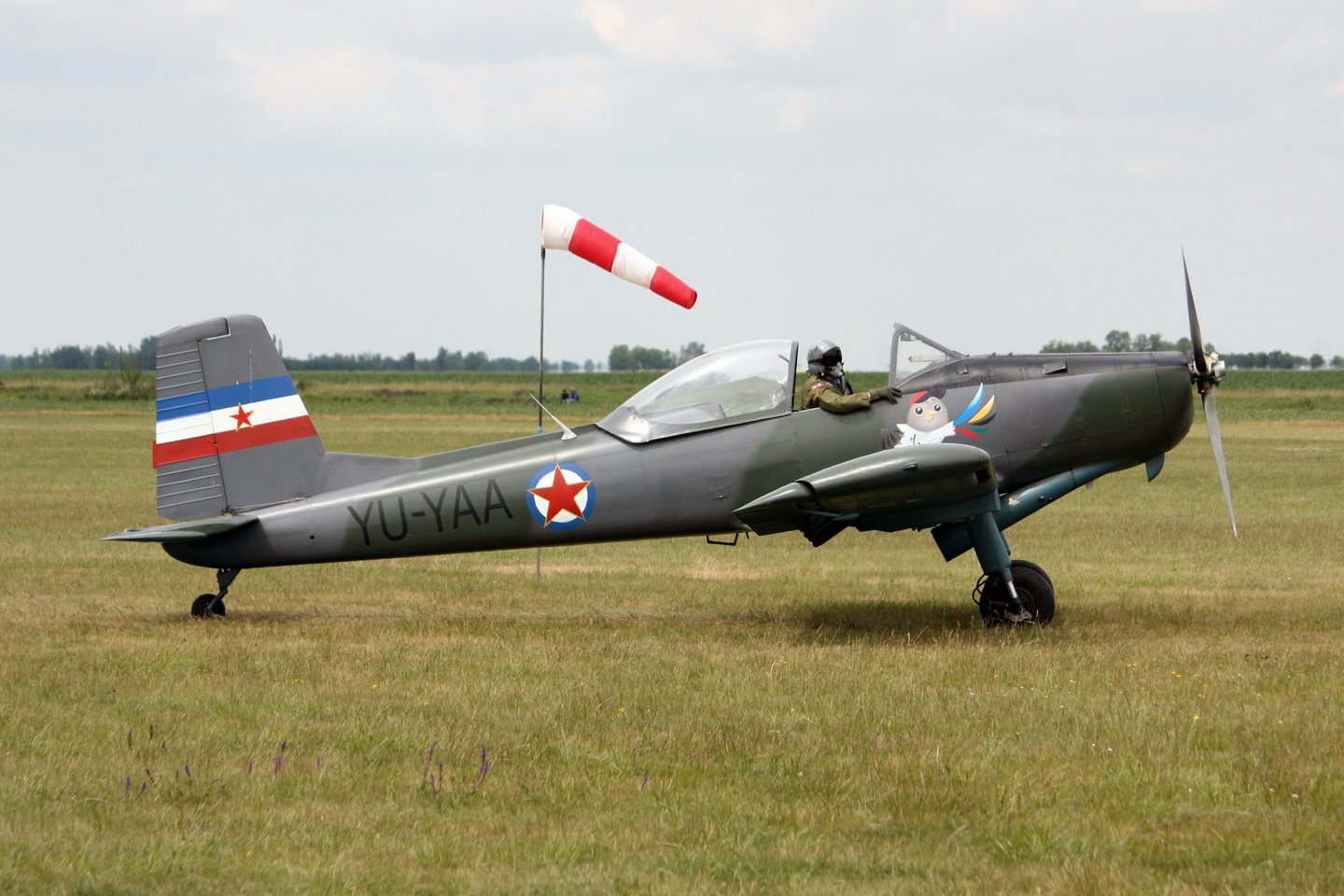
Soko J-20 Kraguj

Numărul exact de arme din Republica Sârba Krajina nu este cunoscut. Potrivit cercetătorului militar sârb Bojan Dimitrijevic, după semnarea planului Vance, Armata Populară a Iugoslaviei a părăsit Krajina, o parte a echipamentului fiind lăsată în mâinile unităților de întreținere. Potrivit datelor Statului Major al RSK, la care se referă Dimitrijevic, JNA a lăsat 262 de tancuri, 56 de vehicule blindate și vehicule de luptă pentru infanterie, 1.360 de arme de artilerie de toate calibrele și 2.573 de vehicule. În același timp, în vara lui 1995, potrivit lui Davor Marian, armata a fost înarmată cu 303 tancuri, 295 alte vehicule blindate, 360 de piese de artilerie de calibrul 100 mm și mai mari, mai multe avioane de luptă și elicoptere.
Ca vehicule blindate, sârbii din Krajina au folosit tancurile T-34-85, T-55, M-84 și T-72, tancurile BMP M-80, transportoarele blindate pentru trupe din familia BOV și M-60, precum și SAU M18 și SAU M36.
În RSK a existat o cantitate semnificativă de piese de artilerie de diferite tipuri. Potrivit datelor comandantului comandamentului forțelor terestre din 2 martie 1995, toată artileria a fost împărțită în arme antitanc și arme de sprijin. Printre armele anti-tancuri se numărau ZIS-3 și MT-12. Artileria de susținere era formată în principal din obuziere (B-1, M-56 , M-2, M-38, D-30 ), pistoale M-46, mortare și sistemele de lansatoare multiple de rachete  M-77 Oganj și M-63 Plamen.
RSK s-a înarmat și cu avioane de luptă și de transport și cu elicoptere. Printre acestea se numără 16 Soko J-21 Jastreb, 2 Soko G-2 Galeb, 8 elicoptere SA 341/SA 342 Gazelle (Aérospatiale Gazelle), 2 elicoptere Mil Mi-8T, o aeronavă An-2 și, de asemenea, mai multe Utva 66, Utva 75, Soko J-20 Kraguj și Zlín Z 526 Akrobat.
Tancurile T-55 și M-84 au fost văzute în acțiune în bătălia de la Vukovar din 1991, unde forțele JNA și sârbe au desfășurat coloane mari de tancuri principale de luptă în zonele urbane, fără sprijin adecvat al infanteriei. Tancurile s-au dovedit a fi extrem de expuse și au suferit pierderi semnificative în principal în fața lansatoarelor de grenade.
- Vehicule blindate
  - T-34/85
  - T-55
  - T-72 (2)
  - M-84 (31)
  - PT-76
  - OT M-60
  - BVP M-80
  - BOV (APC)
  - BRDM-2
  - SU-100
  - M36 Jackson
  - M18 Hellcat
- Artilerie
  - M-63 Plamen
  - M-77 Oganj (11)
  - 9K52 Luna-M
- Apărare antiaeriană
  - ZSU-57-2
  - M53/59 Praga
  - 9K35 Strela 1
  - Strela 2
  - 9K38 Igla
  - S-75 Dvina
  - 2K12 Kub
- Aviație
  - An-2 (1)
  - J-20 Kraguj
  - Soko J-22 Orao (2)
  - J-21 Jastreb (12)
  - G-2 Galeb
  - Aérospatiale Gazelle (8)
  - Mil Mi-8T
  - Utva 66
  - Zlin Z-526
- Altele
  - Krajina Express (Крајина Eкспрес) - tren blindat[30][31][32][33]
  - Lansator de rachete K-15 Krajina[24][34][35]

## Legături externe
- „Vojska Republike Srpske Krajine”. Arhivat din original la 30 decembrie 2008.

## Vezi și
- Sârbii din Croația